# رعراع عربي
رعراع عربي أو جثجاث عربي (الاسم العلمي: Pulicaria arabica)، نبات عشبي معمر ومُزهر من فصيلة النجمية.

## التوزيع
أفغانستان، الجزائر، تشاد، قبرص، جزيرة شرق بحر إيجه، مصر، إثيوبيا، إيران، العراق، لبنان، سوريا، ليبيا، موريتانيا، المغرب، النيجر، سلطنة عمان، باكستان، فلسطين، المملكة العربية السعودية، سيناء، الصومال، تونس، تركيا، اليمن